# NGC 899
NGC 899 je galaksija u zviježđu Kit.

## Vanjske poveznice
- SEDS: NGC 899